# 남예멘 내전
남예멘 위기, 남예멘 내전은 예멘에서 구어로 86년 사건이라고 불리며, 1986년 1월 13일 남예멘에서 일어난 실패한 쿠데타이자 짧은 내전이다. 이 내전은 예멘 사회당 (YSP) 내 두 파벌, 즉 압둘 파타 이스마일의 아트토그마 파벌과 알리 나시르 무함마드의 아즈좀라 파벌 간의 이념적 차이와 나중에 부족간 긴장으로 인해 예멘 사회당과 남예멘의 지도권을 놓고 발생했다. 갈등은 빠르게 비용이 많이 드는 내전으로 확대되어 11일 동안 지속되었고 수천 명의 사상자를 낳았다. 또한 이 분쟁으로 예멘 사회당의 가장 경험 많은 사회주의 지도부 간부 중 상당수가 사라졌으며, 이는 정부를 훨씬 약화시키고 1990년 북예멘과의 궁극적인 통일에 기여했다.

## 배경
아덴 비상사태가 끝나고 1967년 남예멘이 독립을 달성한 후, 영국 정부와의 제네바 협상에 따라 민족해방전선(NLF)이 국가 권력을 이양받았다. 광범위한 좌익 민족주의 반군 조직이었던 NLF는 아덴의 석유 및 항만 노동자 조합, 나세르주의, 공산주의자 세력을 통합하려 했다. 이 파벌 중 마지막은 NLF의 창립 멤버이자 주요 마르크스주의 이념가인 압둘 파타 이스마일이 이끌었다. 비상사태 동안 이스마일은 아덴에서 NLF의 무장 간부들을 이끌었고, 영국에 대항하여 활동했던 많은 반군들의 지지를 받았다. 1969년, 소련의 지원을 받아 이스마일은 새로 형성된 남예멘군 내에서의 이러한 인기를 이용하여 NLF의 통제권을 장악했고, 6월에는 총서기로 선출되었다.
이스마일은 공격적이고 혁명적인 국내외 정책을 추구했다. 국내에서 예멘 인민민주공화국은 마르크스-레닌주의 과학적 사회주의를 공식 국가 이념으로 채택했다. 모든 주요 산업은 국유화 및 집단화되었고, 보편적 참정권이 시행되었으며, 이스마일과 1978년 예멘 사회당으로 명칭이 변경된 NLF를 중심으로 준개인 숭배가 형성되었다. 그의 정부는 아라비아반도 주변에 마르크스주의 준군사 조직인 PFLOAG과 PFLO를 설립하는 데 도움을 주었으며, 이들은 정치적 행동주의와 폭력을 사용하여 페르시아만의 서방 친화적 아랍 군주국에 대항하는 운동을 벌였다. 이스마일 치하의 남예멘은 이 두 집단 중 후자에게 가장 직접적인 지원을 제공했는데, 이웃 오만의 도파르 반란 기간 동안 반군에게 고문관을 제공하고 바르샤바 조약 기구와 중국 무기가 반군에게 운송되도록 보장했다. 그는 또한 북예멘의 공산주의 게릴라를 독려하여 북부 정권을 불안정하게 만들고 남부에 기반을 둔 공산주의 정부 하에 예멘 통일을 이루고자 했다. 북부에 대한 이러한 적대감은 두 예멘 간의 긴장을 고조시켰고, 결국 1972년 짧은 국경 충돌로 이어졌다.

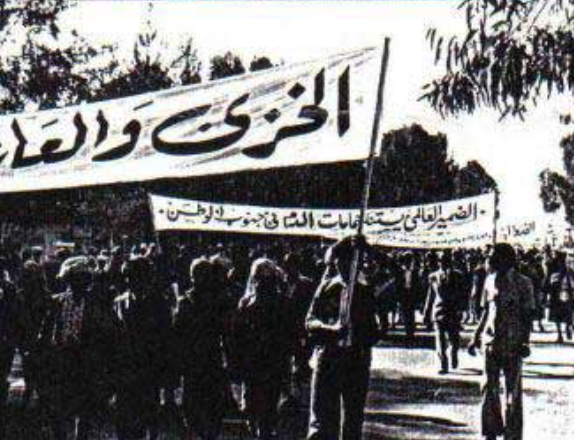
남부 난민이 예멘 아랍 공화국에서 벌인 반전 시위

1978년 오만에서 반란이 실패하고 1979년 제2차 예멘 전쟁을 포함한 북예멘과의 지속적인 적대 관계 이후, 이스마일은 예멘 사회당의 보수적인 요소들에게서 호감을 잃었고 그의 나라를 해당 지역과 서방 세계로부터 멀어지게 했다. 남예멘이 무역과 재정 원조의 대부분을 의존하던 소련 또한 총서기에 대한 신뢰를 잃었는데, 브레즈네프 행정부의 정책 입안자는 그를 무모하고 골칫거리로 여겼다. 그 결과 모스크바는 예멘 사회당 내 온건파에게 그를 권력에서 제거하도록 부추기기 시작했다. 1980년, 이스마일은 예멘 사회당 내 정치적 라이벌이 자신을 암살할 준비를 하고 있다고 믿고 사임하여 망명했다. 그의 후임자인 알리 나시르 무함마드는 북예멘과 이웃한 오만에 대해 덜 개입주의적인 입장을 취했다. 예멘 사회당은 강경 좌익 이념을 옹호하는 이스마일 지지자들과 보다 실용적인 국내 정책과 다른 아랍 국가 및 서방과의 우호적인 관계를 옹호하는 알리 나시르 무함마드 지지자들 사이에서 점차 양극화되었다.
소련은 1986년에 1,000~1,800명의 병력을 주둔시킨 예멘의 해군 기지에서 중재 역할을 시도했다.
1985년 6월, 예멘 사회당 정치국은 국내 정치 분쟁을 해결하기 위해 폭력을 사용하는 자는 범죄자이자 조국에 대한 배신자로 간주한다는 결의안을 채택했다.

## 전쟁
1986년 1월 13일, 예멘 사회당은 압둘 파타 이스마일에 충성하는 토그마파와 알리 나시르 무함마드에 충성하는 좀라파로 분열되었다. 1986년 1월 13일, 알리 나시르 무함마드의 경호원이 예멘 사회당 정치국 회의를 앞두고 정치국원에게 총격을 가했다. 대부분의 정치국원은 무장하고 경호원들을 대동하고 있었기 때문에 총격전이 벌어졌다. 알리 나시르의 지지자는 당시 회의실에 없었다. 부통령 알리 아흐마드 나시르 안타르, 국방장관 살레 무슬리 카심, 예멘 사회당 규율 책임자 알리 샤이 하디가 총격전에서 사망했다. 압둘 파타 이스마일은 공격에서 살아남아 전차를 통해 탈출하려 했으나, 그날 늦게 알리 나시르에게 충성하는 해군이 전차를 포격하여 사망했다. 충돌 첫날에만 약 3,800명이 사망했다.

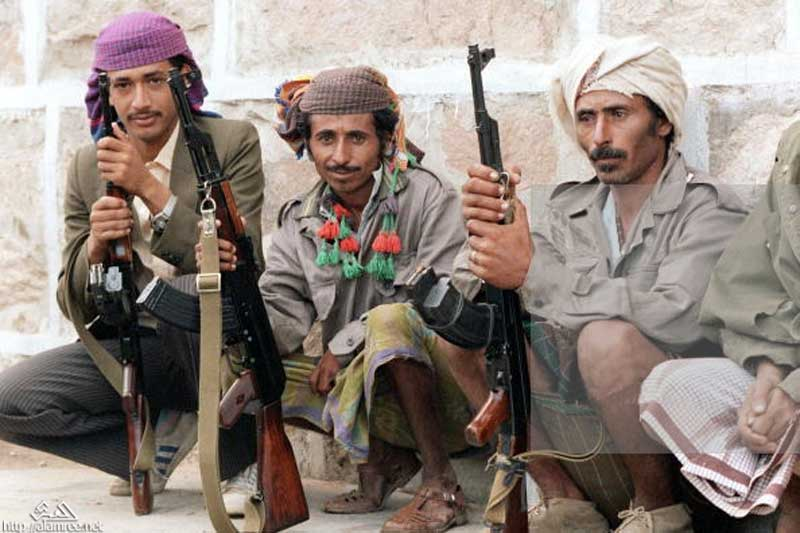
전쟁 중 예멘 사회당 무장세력

전투는 12일 동안 지속되었고 수천 명의 사상자를 냈으며, 알리 나시르는 축출되고 압둘 파타 이스마일, 알리 안타르, 살레 무슬리, 알리 샤이가 사망했다. 알리 나시르와 그의 여단을 포함한 약 60,000명이 예멘 아랍 공화국으로 도피했다. 4,000명에서 6,000명에 달하는 인명의 희생을 초래한 이 분쟁에서 알리 살렘 알베이드는 압둘 파타의 파벌에서 살아남은 몇 안 되는 고위 관리 중 한 명이었다.

## 여파

### 승계
전 정치국원이었던 베이드는 1986년 전 의장 압둘 파타 이스마일과 당시 의장 알리 나시르 무함마드에 충성하는 세력 간의 12일간의 내전 이후 예멘 사회당의 최고 직책을 맡았다. 이스마일의 동맹이었던 그는 무함마드의 패배, 망명, 그리고 이스마일의 사망 이후 권력을 장악했다.

### 통일과 내전

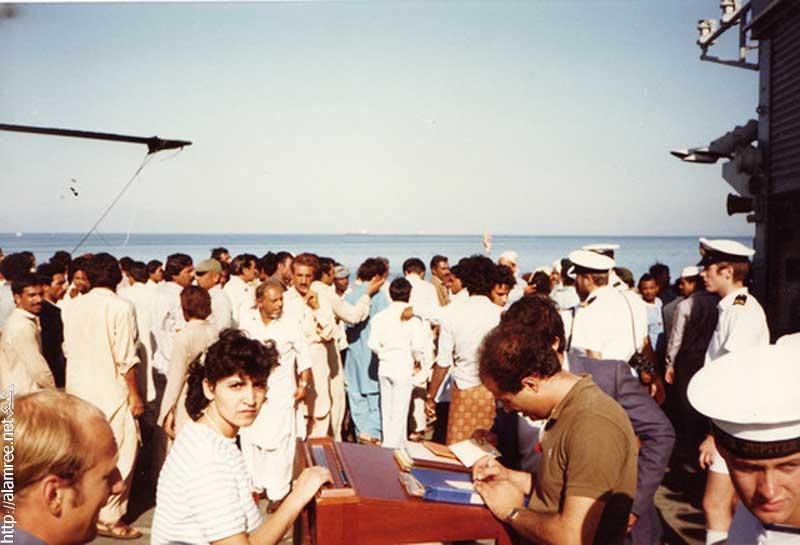
남예멘 난민

1986년부터 1989년까지 소련으로부터의 원조가 절반 이상 감소하고, 양국 국경 지역의 석유 매장 가능성에 대한 관심이 생기면서 베이드 정부는 북예멘과의 통일을 추진했다.
통일을 향한 노력은 1988년부터 진행되었다. 예멘 인민민주공화국과 예멘 아랍 공화국 정부는 1972년에 미래의 연합을 승인한다고 선언했지만, 통일을 향한 진전은 거의 없었으며 관계는 종종 긴장 상태였다.

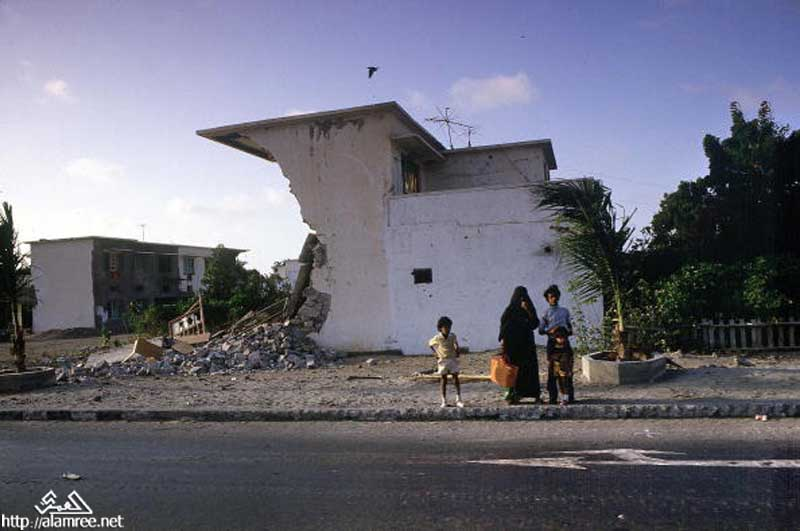
아덴의 전투로 파손된 건물.

1990년, 북예멘과 남예멘은 하나의 나라로 통일되었으나, 1994년 2월 북부와 남부 군대 간의 충돌이 시작되어 빠르게 전면적인 내전으로 발전했다. 북부군이 아덴으로 진격하자 알-베이드는 5월 21일 예멘 민주공화국의 수립을 선포했다. 그러나 남부 저항은 실패했다. 살레는 살라프파와 지하디스트 세력을 동원하여 예멘 사회당의 남부군에 맞서 싸웠다. 알리 나시르에게 충성하는 세력도 참여했다. 북부군은 7월 7일 아덴에 진입하여 도시를 약탈했다.

## 같이 보기
- 남예멘 운동
- 중동의 현대 분쟁 목록

## 내용주
1. ↑  또는 1월 13일 사건 또는 단순히 사건이라고도 함

## 참고 문헌
- فيلم "الإخوة الأعداء".. ما أسباب مذبحة 13 يناير في جنوب اليمن؟ وكيف تشكل واقع البلاد إلى اليوم؟
- أسرار تصفية القيادات ومقتل الرئيس عبد الفتاح إسماعيل بمذبحة عدن
- عدن تستعيد البحث عن القاتل المجهول بعد 35 سنة
- Ufheil-Somers, Amanda (1986년 3월 13일). “Catastrophe in South Yemen”. 《MERIP》 (미국 영어). 2025년 5월 4일에 확인함.